# Pterolophia lumawigiensis
Pterolophia lumawigiensis là một loài bọ cánh cứng trong họ Cerambycidae.